# 西尾口駅
西尾口駅（にしおぐちえき）は、愛知県西尾市寄住町柴草にある、名鉄西尾線の駅である。駅番号はGN09。

## 概要
隣の西尾駅まで約800mしか離れておらず、利用者も非常に少ないため、かつては一部の普通も通過していた。現在は全ての普通列車が停車する。当駅を通る線路は直線であるため、当駅のホーム端から西尾駅のホームを見ることができる。
2006年（平成18年）2月、西尾線への駅集中管理システムの導入に伴う設置費用の軽減のため、名鉄は1日の乗降客数が300人以下の駅を廃止することを関係自治体に通告したが、市街地にある駅は除外することとしたため、西尾口駅はこれに該当し廃止を免れている。

## 歴史
- 1928年（昭和3年）
  - 8月5日 - 碧海電気鉄道（碧電）が碧電西尾口駅（仮駅）を現在地より約200 m新安城方に開業[3][4][5]。軌間1,067 mm・直流1,500 V電化[6]。至近に愛知電気鉄道（愛電）の西尾線（元・西尾鉄道。非電化・軌間762 mm）があったが連絡していなかった。
  - 10月1日 - 西尾駅移転に伴って愛電西尾線のルートが変更され、碧電もそれに合わせて西尾駅まで延伸開業[7]。愛電西尾線は碧電線との合流地点（現在地付近）に連絡駅として西尾口駅（仮駅）を開業[4]。碧電も碧電西尾口駅（仮駅）を廃止して同地点に西尾口駅（仮駅）を設置して接続する[5][8]。また愛電西尾線は碧電線との直通運転のため、西尾口駅（仮）以南の直流600 V電化・軌間1,067 mm改軌を実施（碧電線は直流1,500 Vから600 Vに降圧して対応）[9]。岡崎新・西尾口（仮駅）間は非電化・軌間762 mmのため、当駅が乗換駅となる。
- 1929年（昭和4年）4月1日 - 岡崎新・西尾口（仮駅）間の電化・改軌が実施され、岡崎新駅方面からも西尾方面へ直通運転が実現[10]。乗換駅としての役目を終えた西尾口駅（仮駅）は廃止される[4]。
- 1930年（昭和5年）4月3日 - 地元からの駅復活要望により再開業。事業者ごとに駅名が異なり、愛電は西尾口駅、碧電は碧海西尾口駅と呼称[4]。
- 1935年（昭和10年）8月1日 - 愛知電気鉄道が名岐鉄道と合併して名古屋鉄道が発足。西尾口駅が同社西尾線の駅となる[11]。
- 1943年（昭和18年）12月16日 - 西尾線岡崎新・西尾駅間休止に伴い西尾口駅休止[11]。
- 1944年（昭和19年）3月1日 - 碧海電気鉄道が名古屋鉄道へ合併。碧海西尾口駅が同社碧西線の駅となり、西尾口駅に改称（休止中の西尾線西尾口駅と駅名を統一）[4][12]。
- 1948年（昭和23年）
  - 5月16日 - 碧西線が西尾線に改称され、西尾口駅が改めて西尾線所属となる[13]。
  - 11月1日以前 - 無人化[14]。乗車券は委託販売に移行[4]。
- 1959年（昭和34年）11月25日 - 休止中の（旧）西尾線廃止により、休止中だった（旧）西尾線西尾口駅も廃止扱いとなる[15][11]。
- 1970年（昭和45年）頃 - 乗車券の委託販売が廃止される[4]。
- 1989年（平成元年）7月2日 - 高架化[16]。
- 2007年（平成19年）11月14日 - トランパス導入。
- 2008年（平成20年）6月14日 - 当駅（駅構内は単線） - 西尾駅間の約600 mを複線化[17]。
- 2011年（平成23年）2月11日 - ICカード乗車券「manaca」供用開始。
- 2012年（平成24年）2月29日 - トランパス供用終了。

西尾駅周辺の線路変遷

## 駅構造
4両編成対応の単式1面1線ホームの高架駅で駅集中管理システム（西尾駅管理）導入の無人駅。manaca対応。トランパス対応工事の際に同時に多目的トイレが設置されている。エレベーターは設置されていない。
1989年（平成元年）7月に完成した連続立体交差事業の際、将来の2面2線化に対応可能な構造に作られている。2008年（平成20年）6月14日に当駅（駅構内は単線）から隣の西尾駅までの約600mが複線化された。

### のりば
| 路線      | 方向 | 行先                         |
| --------- | ---- | ---------------------------- |
| GN 西尾線 | 下り | 新安城・金山・名鉄名古屋方面 |
| GN 西尾線 | 上り | 西尾・吉良吉田方面           |

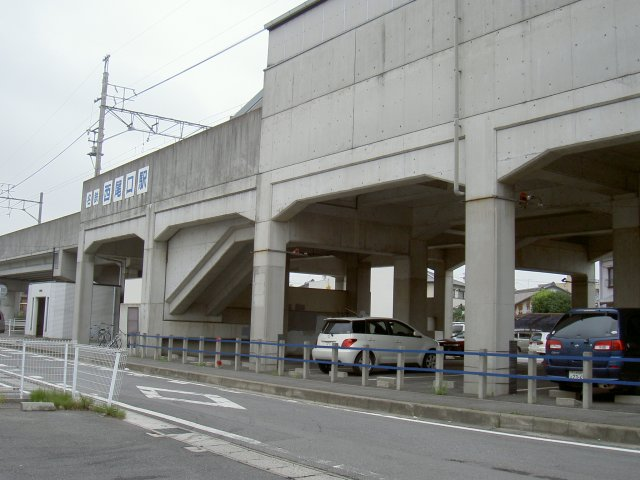
駅外観 (2005年)
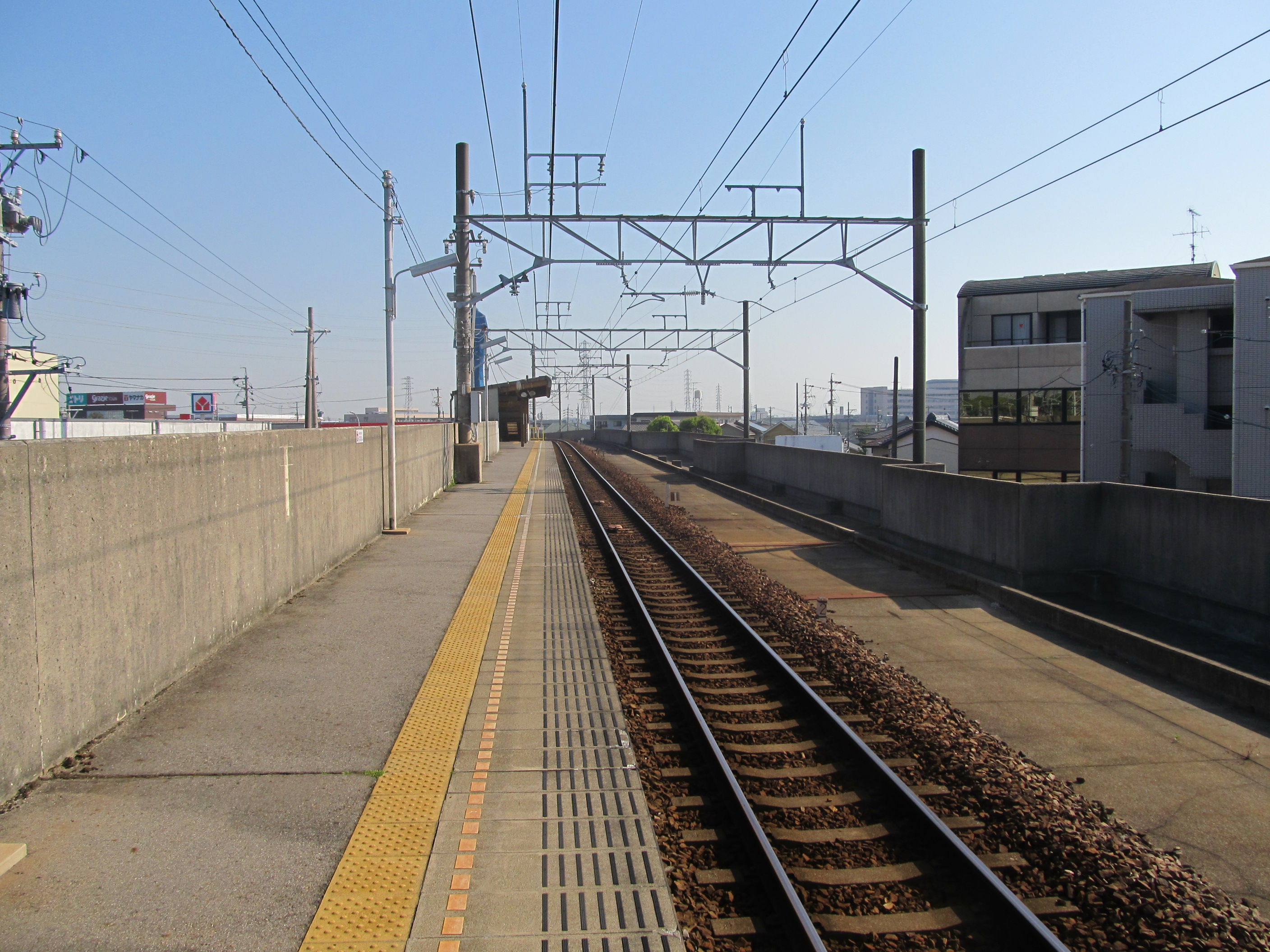
ホーム
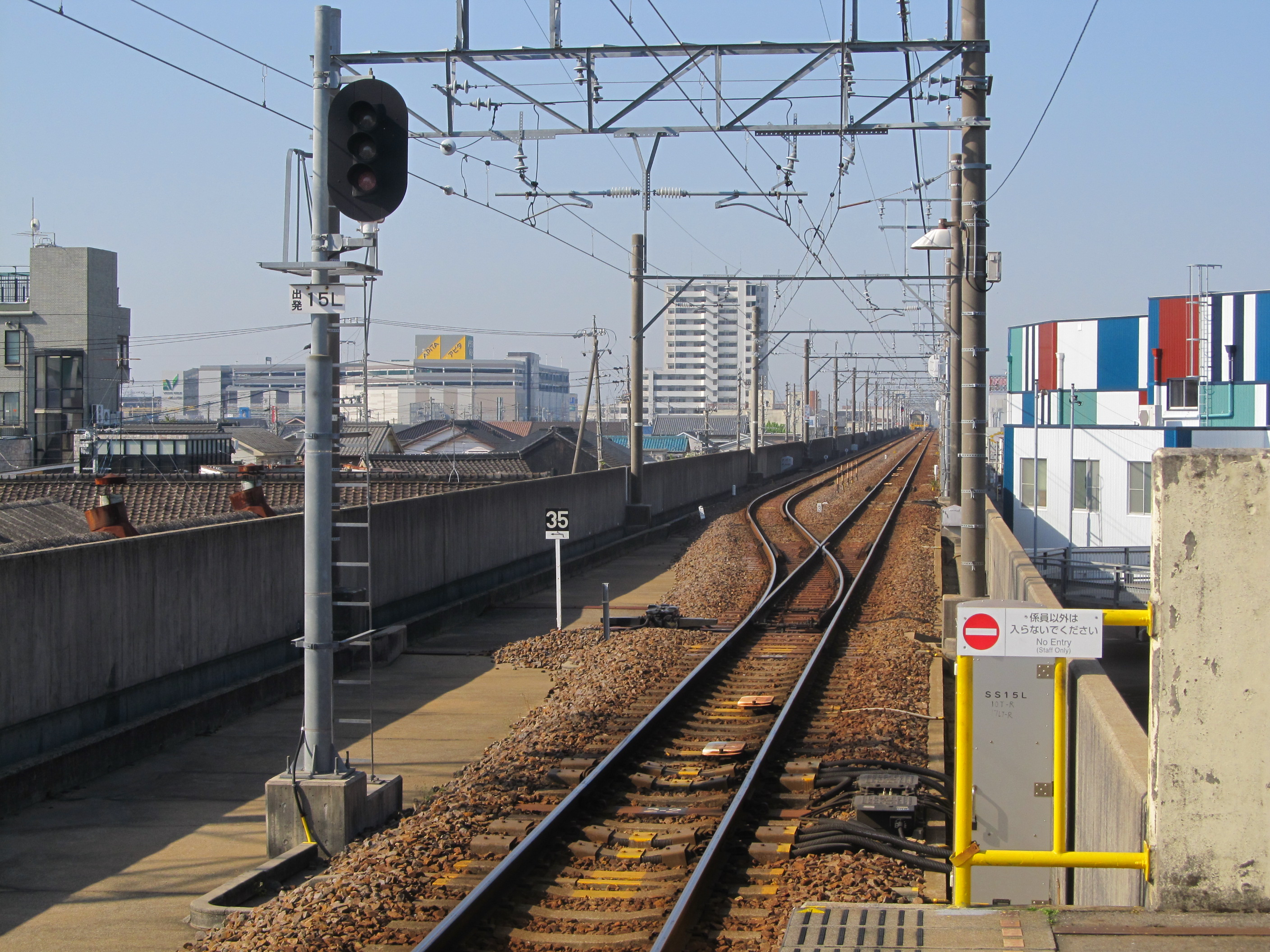
ホーム南端から西尾駅を望む
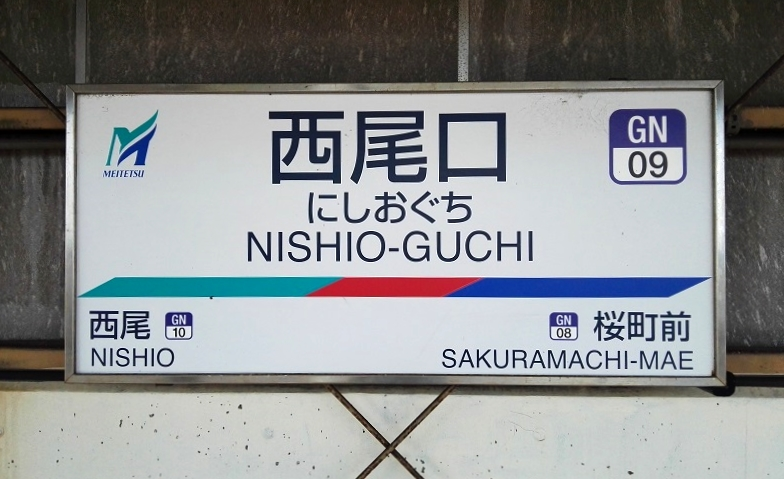
駅名標

### 配線図
| ← 桜井・ 新安城・ 名古屋方面 | 名古屋鉄道 西尾口駅-西尾駅 構内配線略図 | → 吉良吉田方面 |
| 凡例 出典:                   |                                         |                |

## 利用状況
- 「移動等円滑化取組報告書」によると、2020年度の1日平均乗降人員は450人である[21]。
- 『名鉄120年：近20年のあゆみ』によると2013年度当時の1日平均乗降人員は418人であり、この値は名鉄全駅（275駅）中266位、 西尾線・蒲郡線（23駅）中20位であった[22]。
- 『名古屋鉄道百年史』によると1992年度当時の1日平均乗降人員は143人であり、この値は岐阜市内線均一運賃区間内各駅（岐阜市内線・田神線・美濃町線徹明町駅 - 琴塚駅間）を除く名鉄全駅（342駅）中326位、 西尾線・蒲郡線（24駅）中24位であった[23]。
- 『愛知県統計年鑑』によると2010年度の1日平均乗車人員は162人[24]である。

近年の1日平均乗車人員は下表の通り。
| 年度   | 1日平均 乗車人員 |
| ------ | ---------------- |
| 1995年 | 69               |
| 1996年 | 77               |
| 1997年 | 80               |
| 1998年 | 86               |
| 1999年 | 86               |
| 2000年 | 92               |
| 2001年 | 97               |
| 2002年 | 98               |
| 2003年 | 97               |
| 2004年 | 98               |
| 2005年 | 100              |
| 2006年 | 105              |
| 2007年 | 137              |
| 2008年 | 195              |
| 2009年 | 170              |
| 2010年 | 162              |

かつては西尾線で最も利用客が少ない駅であったが近年は増加傾向にあり、堀内公園駅を抜いている。

## 駅周辺

### 主な施設
- 西尾市民病院
- 八ツ面山・八ツ面山公園
- 久麻久神社
- 西尾市立伊文保育園
- 寄住稲荷
- 伊文神社
- 西尾スターボール
- グラッチェタウン西尾（ヤマナカ西尾寄住店、ヤマダデンキテックランド西尾店）
- マックスバリュ西尾店
- 愛知県道43号岡崎碧南線

### バス路線
- 名鉄東部交通バス
- 六万石くるりんバス
  - 西尾市が運営するコミュニティバス。

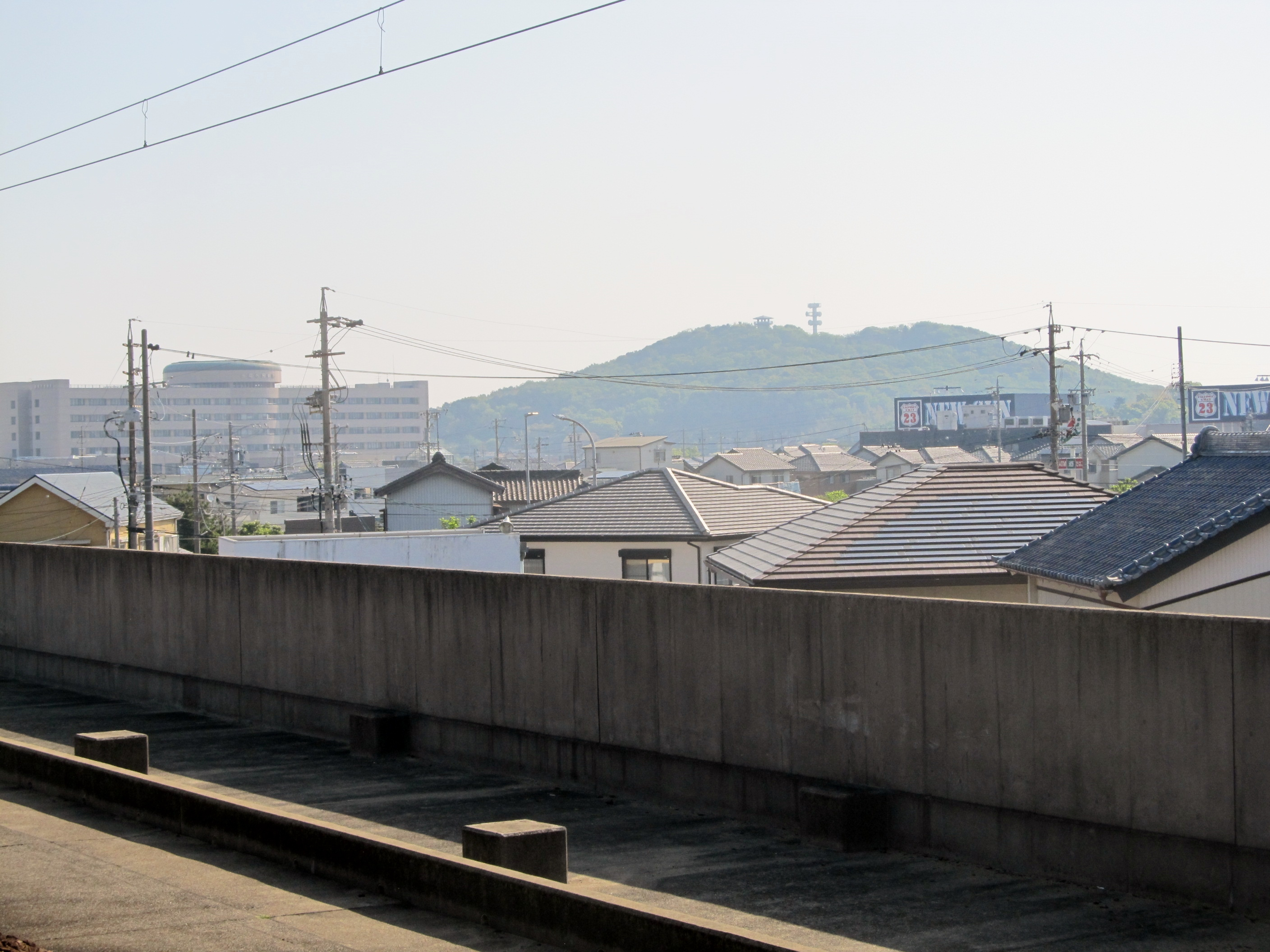
ホームから見える八ツ面山
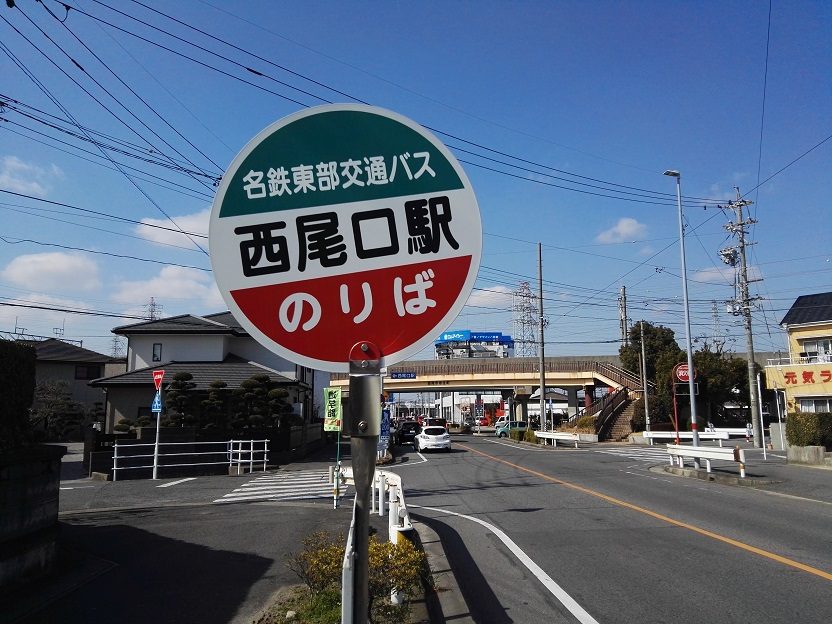
バス停（名鉄東部交通バス）
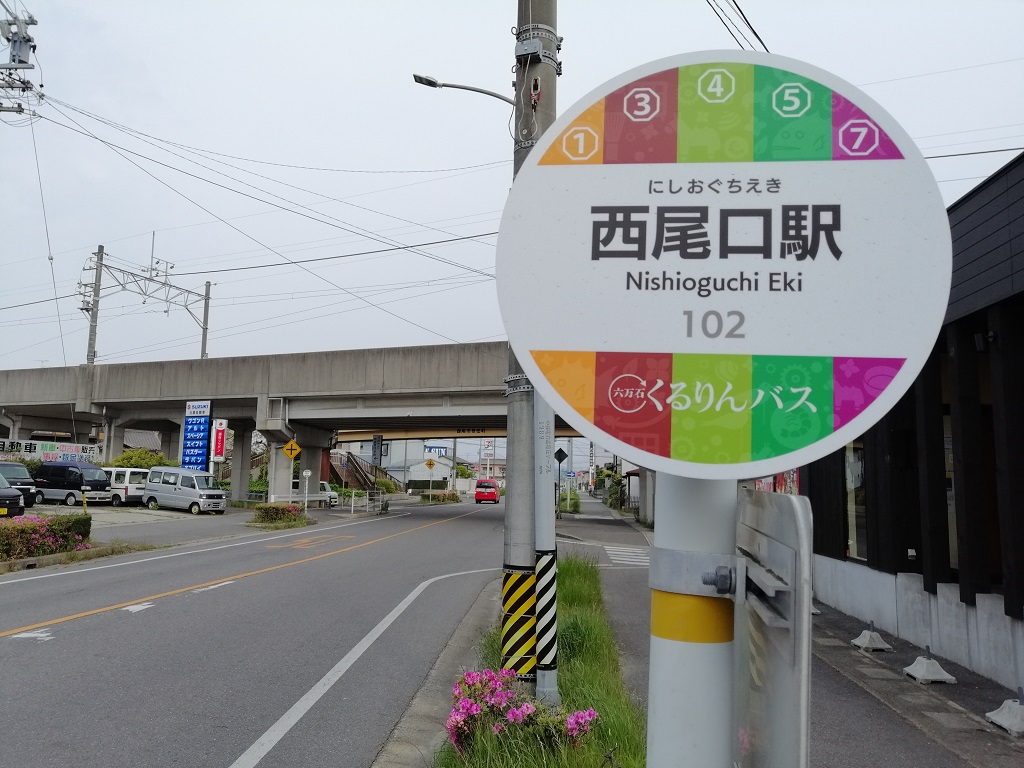
バス停（六万石くるりんバス）

## その他
- 2019年10月8日、普通列車が誤って当駅を通過するアクシデントが起きた[40]。

## 隣の駅
名古屋鉄道
GN 西尾線
■特急・■急行
通過
■普通
桜町前駅 (GN08) - 西尾口駅 (GN09) - 西尾駅 (GN10)
（旧）西尾線
久麻久駅 - 西尾口駅 - 西尾駅